# Самоубийцы (фильм)
«Самоуби́йцы» — российский комедийный фильм, который вышел на экраны 1 марта 2012 года.

## Сюжет
История разворачивается вокруг трёх друзей: Алексея (Алексей Воробьёв), Толика (Евгений Стычкин) и Марины (Оксана Акиньшина). Разочаровавшись в жизни, они решают покончить с, как им кажется, бессмысленным существованием и набирают вокруг себя группу единомышленников. Они решают исполнить по одному последнему желанию каждого из участников.

## В ролях
| Актёр               | Роль                       |
| ------------------- | -------------------------- |
| Евгений Стычкин     | Толик                      |
| Алексей Воробьёв    | Алексей                    |
| Оксана Акиньшина    | Марина                     |
| Марат Башаров       | энтузиаст-воздухоплаватель |
| Гоша Куценко        | «Митус»                    |
| Виллэ Хаапасало     | финн-лесоруб               |
| Виктор Супрун       | Осипович                   |
| Татьяна Швыдкова    | Светлана                   |
| Олег Лабозин        | Александр                  |
| Данил Лавренов      | Арсений                    |
| Камилла Боргезани   | Натали                     |
| Михаил Полицеймако  | чиновник                   |
| Александр Стриженов | лейтенант Крылов           |
| Дарья Балабанова    |                            |
| Евгений Харланов    | сержант Сергеев            |
| Павел Прилучный     | аферист                    |
| Константин Мурзенко | патологоанатом             |
| Нодар Сирадзе       | сержант Галиев             |
| Андрей Свиридов     | «Череп»                    |
| Татьяна Плетнёва    | жена финна-лесоруба        |